# Omajjaden-invasie van Gallië
De Omajjaden-invasie van Gallië was een invasie in Gallië door de Omajjaden of in de volksmond de Moren. De inval vond plaats tussen 719 en 759. De Franken zullen er uiteindelijk in slagen de Arabieren terug te dringen over de Pyreneeën.

## Achtergrond
In minder dan honderd jaar slaagden de Arabieren een Rijk te stichten van Perzië tot en met Noord-Afrika. In 711 stak generaal Tariq ibn Zijad de Straat van Gibraltar over en lanceerde de islamitische verovering van het Iberisch Schiereiland. Tijdens de Slag bij Guadalete in 711 sneuvelde de Visigotische koning Roderik; daarna kon Tariq vrij gemakkelijk het Visigotische Rijk inpalmen. Een deel van de Visigotische adel wist uit handen van de aanvallers te blijven; zij stichtten in Noordwest-Spanje het koninkrijk Asturië. Aan de overkant van de Pyreneeën bleef nog Septimanië over.

## Verovering van Septimanië
In 719 veroverden de Omajjaden, de havenstad Narbonne en werd er een Wali geïnstalleerd. In twee jaar tijd hadden ze de streek veroverd en van daaruit vielen ze Sicilië aan. Hun honger was nog niet gestild en ze vielen het Hertogdom Aquitanië binnen. Hertog Odo van Aquitanië kon hen stuiten in de Slag bij Toulouse (721). Tegen 725 hadden ze de steden Carcassonne en Nîmes veroverd en teisterden ze de Provence.

## Abdul Rahman Al Ghafiqi
In 730 was Abdul Rahman Al Ghafiqi wali geworden van Al-Andalus en hij had het moeilijk met de wali van Catalonië Munuza. Gewapenderhand verwijderde Abdul Rahman hem en wendde zich nu tot zijn intussen geworden bondgenoot hertog Odo van Aquitanië. Abdul Rahman versloeg Odo tijdens de Slag bij Bordeaux (732) en zette zijn opmars noordwaarts verder. Odo vroeg Karel Martel om hulp, maar in ruil daarvoor vroeg die de onderwerping van Aquitanië aan zijn gezag. Bij Poitiers werd Abdul Rahman gestuit, tijdens de veldslag kwam hij om het leven.

## Terugdringing
In 735 stierf Odo, hij werd opgevolgd door zijn zoon Hunold, die zich niet bij de afspraak van zijn vader neerlegde. Eerst veroverde Karel Martel Aquitanië en dan stuurde hij zijn halfbroer Childebrand richting Provence, waar hij de Arabieren versloeg tijdens de Slag bij Avignon in 737. Bleef nu nog Septimanië over. De Slag aan de Berre was een klinkende overwinning voor de Franken, gesteund door de Longobarden, maar in de inname van Narbonne slaagden ze niet.

## Interbellum
In 741 sloeg de Grote Berberopstand over van Noord-Afrika naar het Iberisch Schiereiland. In datzelfde jaar stierf Karel Martel. Dat was een probleem voor de opvolging, want op dat moment was er geen koning. Twee heersers zullen van deze situatie gebruik maken. De eerste was koning Alfons I van Asturië, die Galicië veroverde, het begin van de Reconquista en de tweede was hertog Hunold van Aquitanië, die zijn autonomie herwon.
Na de dood van kalief Hisham brak de Derde Fitna uit, dit leidde tot de omverwerping van de Omajjaden en de vestiging van het kalifaat van de Abbasiden. Een kleinzoon van Hisham, Abd al-Rahman I vluchtte richting Al-Andalus.
Intussen had Pepijn de Korte, hertog Hunold van Aquitanië laten opsluiten in een klooster, zijn zoon Waifar volgde hem op. In Al-Andalus was walid Yusuf ibn Abd al-Rahman al-Fihri erin geslaagd de situatie te stabiliseren.

## Verlies van Septimanië
Met toestemming van paus Zacharias werd Pepijn de Korte koning, Yusuf al-Fihri kroonde zichzelf tot malik. In 752 werd de oorlog hervat met het Beleg van Narbonne. Toen in 755 Yusuf al-Fihri een opstand van de Basken in Pamplona in Noord-Spanje aan het neerslaan was, viel Abd al-Rahman I Al-Andalus binnen ergens tussen Málaga en Almería, Zuid-Spanje. Op 15 mei 756 verloor Yusuf al-Fihri de Slag bij al-Musara (Almozara), aan de oever van de rivier Guadalquivir (net buiten Córdoba). Na de overwinning stichtte Abd al-Rahman I het Emiraat Córdoba.
Na zeven jaar strijd veroverde Pepijn de Korte in 759, Narbonne, dit betekende het einde van de Omajjaden in Gallië. Nu kon Pepijn de Korte zijn pijlen richten op de luis in de pels, de hertog van Aquitaine, Waifar.

## Veldslagen
- Slag bij Toulouse (721)
- Slag bij Bordeaux (732)
- Slag bij Poitiers (732)
- Slag bij Nîmes (736)
- Slag bij Avignon (737)
- Slag bij Narbonne (737)
- Slag aan de Berre (737)
- Slag bij Narbonne (752-759)